# 聯脈衝星
聯脈衝星（Binary pulsar）是指擁有伴星的脈衝星，通常是白矮星或中子星。在雙脈衝星PSR J0737-3039中，它的伴星也是脈衝星。雙脈衝星是少數幾個允許物理學家檢驗廣義相對論的天體之一，因為雙脈衝星附近存在強大的引力場。雖然脈衝星的伴星通常難以或無法直接觀測，但它的存在可以透過脈衝星本身的脈衝時間推斷出來，而電波望遠鏡可以非常精確地測量脈衝時間。

## 歷史
雙脈衝星PSR B1913+16（或稱「赫爾斯-泰勒雙脈衝星」）於1974年由約瑟夫·胡頓·泰勒和拉塞爾·赫爾斯在阿雷西博天文台首次發現，他們並因此獲得1993年諾貝爾物理學獎。赫爾斯在觀測新發現的脈衝星PSR B1913+16時，注意到其脈衝頻率有規律地變化。他推斷，該脈衝星正以高速繞另一顆恆星運行，其脈衝週期由於多普勒效應而變化：當脈衝星靠近地球時，脈衝頻率會更高；相反，當脈衝星遠離地球時，在給定的時間段內檢測到的脈衝頻率會減少。我們可以將這些脈衝想像成時鐘的滴答聲；滴答聲的變化指示了脈衝星靠近和遠離地球的速度變化。赫爾斯和泰勒也透過觀察這些脈衝波動，確定兩顆恆星的質量大致相等，他們相信另一個天體也是一顆中子星。該雙脈衝星系統發出的脈衝精度已達到15微秒以內。
在2015年首次觀測到重力波及先進雷射干涉重力波天文台（Advanced LIGO）投入運行之前，雙脈衝星是科學家們探測引力波證據的唯一工具；愛因斯坦的廣義相對論預測兩顆中子星繞共同質心運行時會發射引力波，並相互帶走軌道能量，兩顆中子星繞行性質心運行時會縮短重力波，導致兩顆恆星靠近，從而縮短恆星軌道。一個包含脈衝星計時資訊、開普勒軌道和三個後開普勒修正（近星點推進率、引力紅移和時間膨脹因子以及引力輻射發射導致的軌道周期變化率）的10參數模型足以完全模擬雙脈衝星計時。